# Le Bourgneuf-la-Forêt
Pour les articles homonymes, voir Bourgneuf et Forêt (homonymie).
Le Bourgneuf-la-Forêt est une commune française, située dans le département de la Mayenne en région Pays de la Loire, peuplée de 1 726 habitants.
La commune fait partie de la province historique du Maine, et se situe dans le Bas-Maine.

## Géographie
Le village se situe dans le département de la Mayenne sur les hauteurs du canton de Loiron, à environ 20 kilomètres de Laval (préfecture du département) et 65 kilomètres de Rennes (préfecture d'Ille-et-Vilaine).
Les paysages sont typiques du bocage mayennais composé de haies, de champs, de bosquets, de bois et d'étangs.
La gare la plus proche est celle de Port-Brillet, village voisin situé à 6 kilomètres.
Le Vicoin (affluent de la Mayenne) y prend sa source.

### Climat
Pour des articles plus généraux, voir Climat des Pays de la Loire et Climat de la Mayenne.
En 2010, le climat de la commune est de type climat océanique altéré, selon une étude du CNRS s'appuyant sur une série de données couvrant la période 1971-2000. En 2020, Météo-France publie une typologie des climats de la France métropolitaine dans laquelle la commune est exposée à un climat océanique et est dans la région climatique  Bretagne orientale et méridionale, Pays nantais, Vendée, caractérisée par une faible pluviométrie en été et une bonne insolation. 
Pour la période 1971-2000, la température annuelle moyenne est de 10,9 °C, avec une amplitude thermique annuelle de 13,7 °C. Le cumul annuel moyen de précipitations est de 864 mm, avec 13,5 jours de précipitations en janvier et 7,8 jours en juillet. Pour la période 1991-2020, la température moyenne annuelle observée sur la station météorologique de Météo-France la plus proche, sur la commune de Launay-Villiers à 4 km à vol d'oiseau, est de 11,6 °C et le cumul annuel moyen de précipitations est de 862,6 mm,. Pour l'avenir, les paramètres climatiques de la commune estimés pour 2050 selon différents scénarios d'émission de gaz à effet de serre sont consultables sur un site dédié publié par Météo-France en novembre 2022.

## Urbanisme

### Typologie
Au 1er janvier 2024, Le Bourgneuf-la-Forêt est catégorisée bourg rural, selon la nouvelle grille communale de densité à sept niveaux définie par l'Insee en 2022.
Elle est située hors unité urbaine. Par ailleurs la commune fait partie de l'aire d'attraction de Laval, dont elle est une commune de la couronne,. Cette aire, qui regroupe 66 communes, est catégorisée dans les aires de 50 000 à moins de 200 000 habitants,.

### Occupation des sols
L'occupation des sols de la commune, telle qu'elle ressort de la base de données européenne d’occupation biophysique des sols Corine Land Cover (CLC), est marquée par l'importance des territoires agricoles (93,5 % en 2018), en diminution par rapport à 1990 (94,5 %). La répartition détaillée en 2018 est la suivante : 
prairies (55,9 %), terres arables (29,5 %), zones agricoles hétérogènes (8,1 %), zones urbanisées (3,8 %), espaces verts artificialisés, non agricoles (1,8 %), forêts (0,9 %). L'évolution de l’occupation des sols de la commune et de ses infrastructures peut être observée sur les différentes représentations cartographiques du territoire : la carte de Cassini (XVIIIe siècle), la carte d'état-major (1820-1866) et les cartes ou photos aériennes de l'IGN pour la période actuelle (1950 à aujourd'hui).

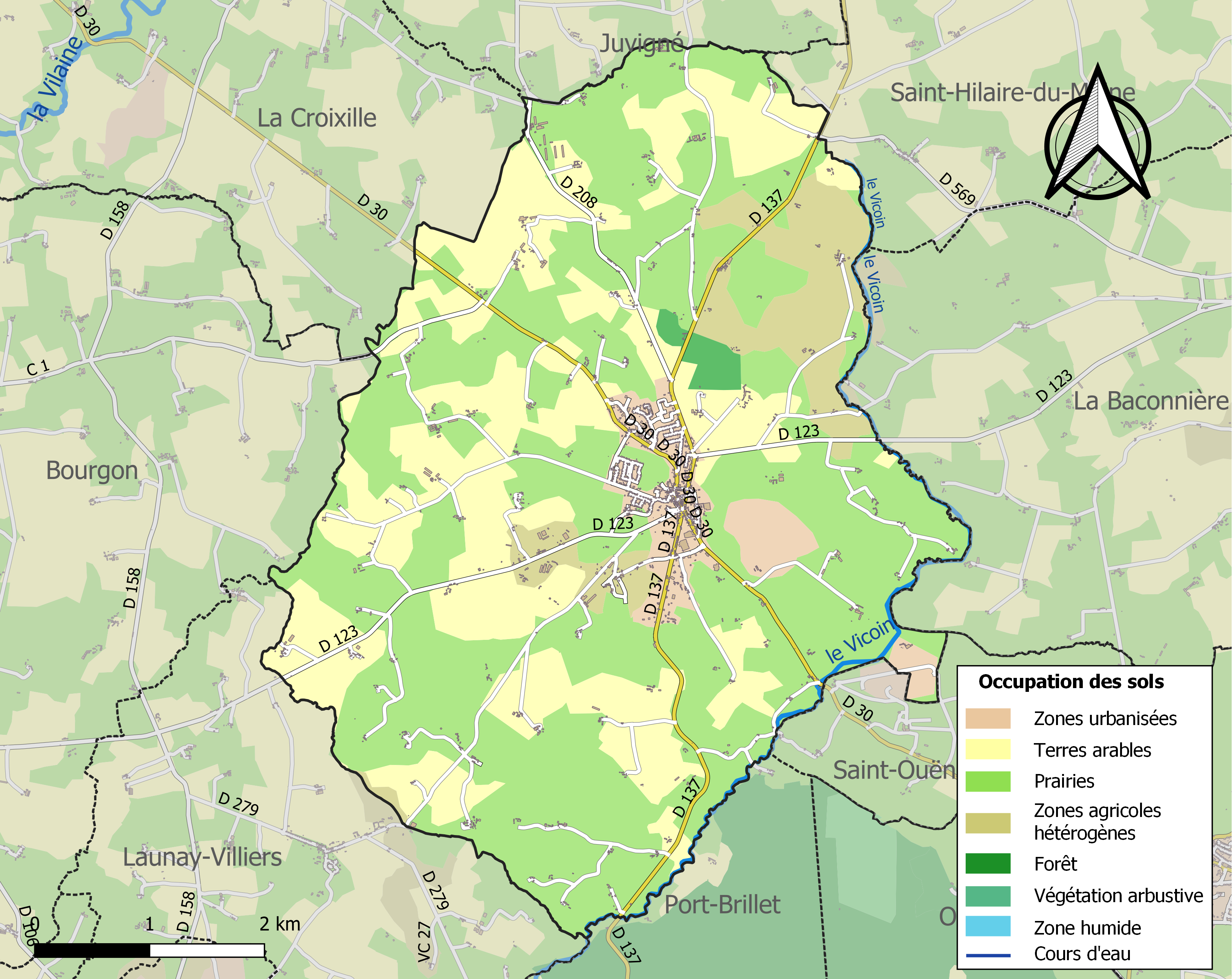
Carte des infrastructures et de l'occupation des sols de la commune en 2018 (CLC).

## Politique et administration

### Liste des maires
| Période                                  | Période   | Identité                                  | Étiquette | Qualité                                                                         |
| ---------------------------------------- | --------- | ----------------------------------------- | --------- | ------------------------------------------------------------------------------- |
| Les données manquantes sont à compléter. |           |                                           |           |                                                                                 |
| 1870                                     | av. 1907  | Henri de Vaujuas-Langan                   |           | Conseiller général du canton de Loiron Député (1885-1889) Châtelain de Fresnay  |
|                                          | av. 1943  | Louis de Vaujuas-Langan fils du précédent |           | Conseiller général du canton de Loiron                                          |
| 1943                                     | 1977      | Henri de Maynard                          |           |                                                                                 |
| 1977                                     | 1979      | Diane de Maynard belle-fille du précédent |           | Historienne                                                                     |
| 1979                                     | mars 2001 | Madeleine Guicheney                       |           |                                                                                 |
| mars 2001                                | mai 2020  | Michel Fortuné                            | SE        | Agriculteur                                                                     |
| mai 2020                                 | En cours  | François Berrou                           | SE        | Conseiller gestion agricole 14e vice-président de Laval Agglomération (2020 → ) |

## Démographie
L'évolution du nombre d'habitants est connue à travers les recensements de la population effectués dans la commune depuis 1793. Pour les communes de moins de 10 000 habitants, une enquête de recensement portant sur toute la population est réalisée tous les cinq ans, les populations de référence des années intermédiaires étant quant à elles estimées par interpolation ou extrapolation. Pour la commune, le premier recensement exhaustif entrant dans le cadre du nouveau dispositif a été réalisé en 2004.
En 2022, la commune comptait 1 726 habitants, en évolution de −4,06 % par rapport à 2016 (Mayenne : −0,73 %, France hors Mayotte : +2,11 %).
| 1793  | 1800  | 1806  | 1821  | 1831  | 1836  | 1841  | 1846  | 1851  |
| ----- | ----- | ----- | ----- | ----- | ----- | ----- | ----- | ----- |
| 1 753 | 1 073 | 1 752 | 1 919 | 1 929 | 1 946 | 1 985 | 1 991 | 2 100 |

| 1856  | 1861  | 1866  | 1872  | 1876  | 1881  | 1886  | 1891  | 1896  |
| ----- | ----- | ----- | ----- | ----- | ----- | ----- | ----- | ----- |
| 2 139 | 2 230 | 2 285 | 2 201 | 2 203 | 2 125 | 1 976 | 1 936 | 1 763 |

| 1901  | 1906  | 1911  | 1921  | 1926  | 1931  | 1936  | 1946  | 1954  |
| ----- | ----- | ----- | ----- | ----- | ----- | ----- | ----- | ----- |
| 1 714 | 1 700 | 1 708 | 1 451 | 1 397 | 1 377 | 1 401 | 1 514 | 1 462 |

| 1962  | 1968  | 1975  | 1982  | 1990  | 1999  | 2004  | 2006  | 2009  |
| ----- | ----- | ----- | ----- | ----- | ----- | ----- | ----- | ----- |
| 1 474 | 1 435 | 1 402 | 1 397 | 1 466 | 1 537 | 1 629 | 1 657 | 1 779 |

| 2014  | 2019  | 2022  | - | - | - | - | - | - |
| ----- | ----- | ----- | - | - | - | - | - | - |
| 1 781 | 1 736 | 1 726 | - | - | - | - | - | - |

## Enseignement
Il y a une école maternelle et primaire située sur la commune.

## Économie
Bien que le Bourgneuf-la-Forêt soit un village de taille modeste, on y trouve de nombreux services : une mairie à l'architecture moderne faisant office de poste, une trésorerie, une école publique et une autre privée, une maison de retraite, un foyer de vie, une crèche-halte-garderie, un cinéma (ouvert le week-end), un foyer des jeunes, une salle polyvalente, de nombreux clubs sportifs et culturels (dont une troupe théâtrale), des circuits pédestres, un stade, un terrain de tennis...
Dans ce village, il y a une multitude de commerces dont une grande surface Super U avec une petite galerie marchande et une station-service, un Gamm Vert, et bien d'autres artisans (dont une CAM).

## Culture locale et patrimoine

### Lieux et monuments
L’église Saint-Martin a un plafond peint et un intérieur joliment décoré ; un imposant calvaire est situé sur la route menant vers Ernée.
À proximité de celui-ci, on peut découvrir également le château de Fresnay situé au cœur du bois du même nom, et auquel on accède après avoir emprunté une longue allée bordée d'arbres. On ne peut cependant pas visiter le monument, mais les alentours sont tout à fait appropriés pour une agréable promenade.
Autour de l'étang de Morfelon s'étendent un petit complexe sportif, un coin pique-nique ainsi qu'un parcours botanique. Anciennement, une zone de camping était en place, mais depuis plusieurs années, les infrastructures ont été retirées.
Pour les amateurs de balades à la campagne et de randonnée, plusieurs circuits débutent ou passent au cœur du village et permettent de découvrir le bocage mayennais.
Sur la route de Port-Brillet, à droite, subsiste un manoir gothique dénommé « la Fertré », reste d'un château défensif bâti par les Anglais lors de la guerre de Cent Ans. Ces demeures et lieu font l'objet de développements dans le Dictionnaire historique de la Mayenne de l'abbé Angot, ouvrage de référence pour le département. La Fertré figure sur la carte de Cassini.

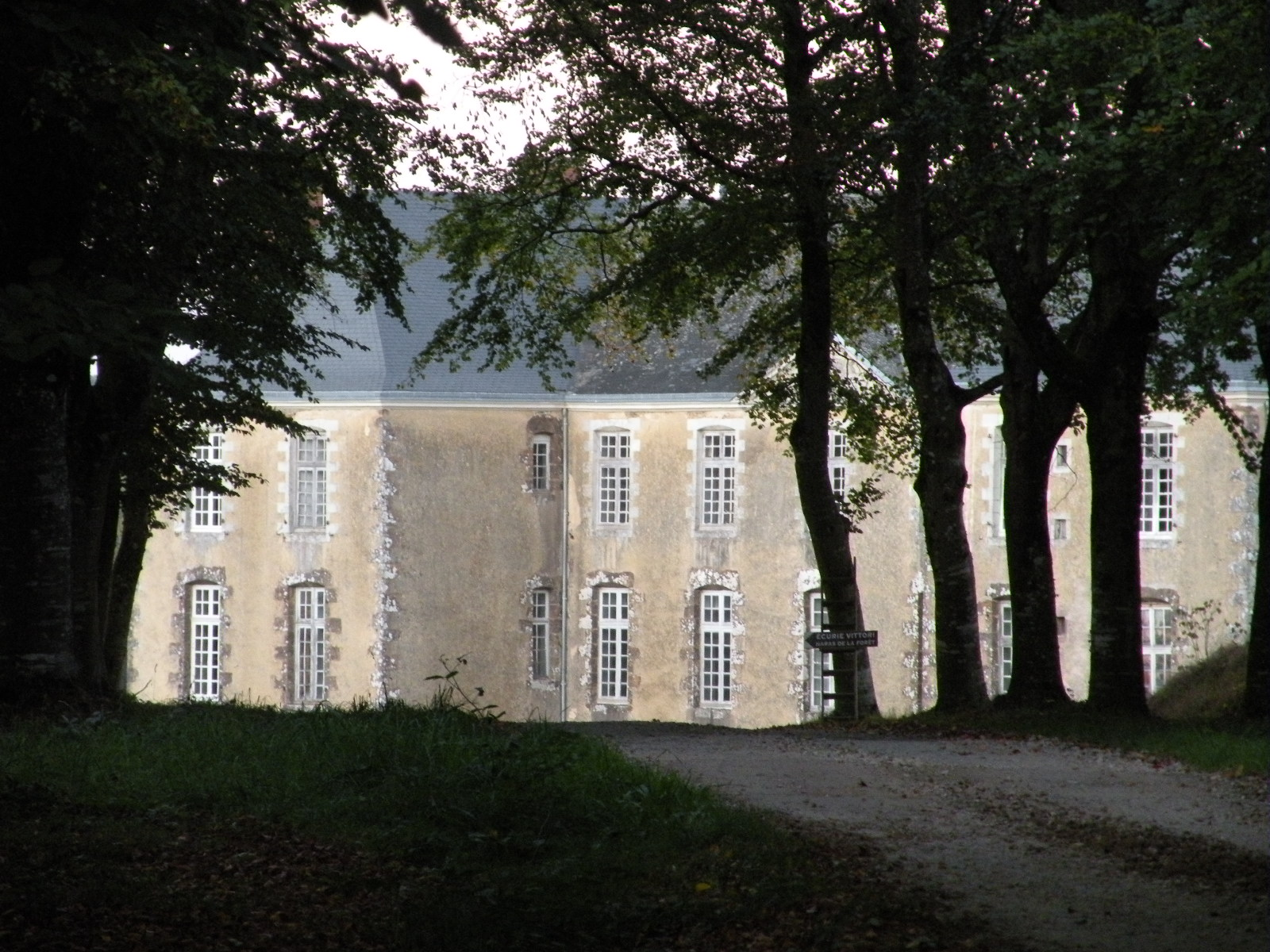
Le château de Fresnay.
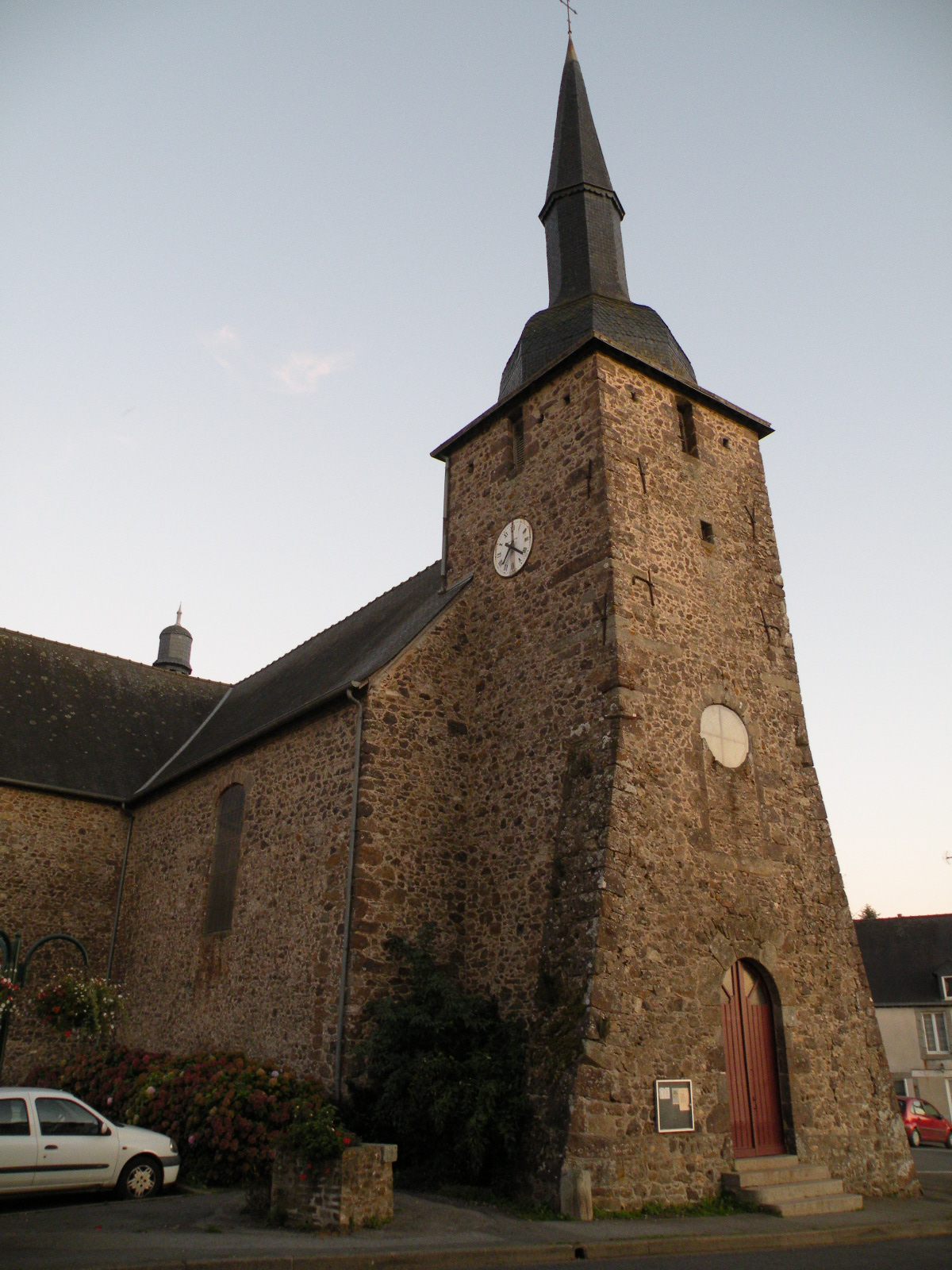
L'église Saint-Martin.

### Personnalités liées à la commune
- Jean de Chalus, chevalier, seigneur-fondateur de la paroisse du Bourgneuf[21].
- Jean-Baptiste Joseph de Bailly de Fresnay (1732-1811), homme politique né à Bourgneuf-la-Forêt,  député de la noblesse aux États généraux de 1789.
- Charles Gaspard Élisabeth Joseph de Bailly (1765 au Bourgneuf-la-Forêt - 1850 au Bourgneuf-la-Forêt), militaire et homme politique français.
- Henri de Vaujuas-Langan, homme politique, député de la Mayenne de 1885 à 1889, conseiller général du canton de Loiron, président du conseil général de la Mayenne. Maire du Bourgneuf-la-Forêt en 1870.
- Dom Piolin (1817 au Bourgneuf-la-Forêt - 1892) , historien français.
- Roger Baudron (né le 21 juillet 1932)[22], entraîneur de chevaux, vainqueur notamment du Prix d'Amérique en 1989, y réside.
- Giuseppe Tribus peintre décorateur italien du Trentin, est venu de la Bazouge-de-Chemeré en 1947 peindre le plafond du nouveau cinéma-théâtre paroissial ainsi que les 8 décors de la pièce réécrite par le vicaire André : la Passion du Christ qui fut jouée de 1948[23] à 1962.